# Owens Valley Radio Observatory

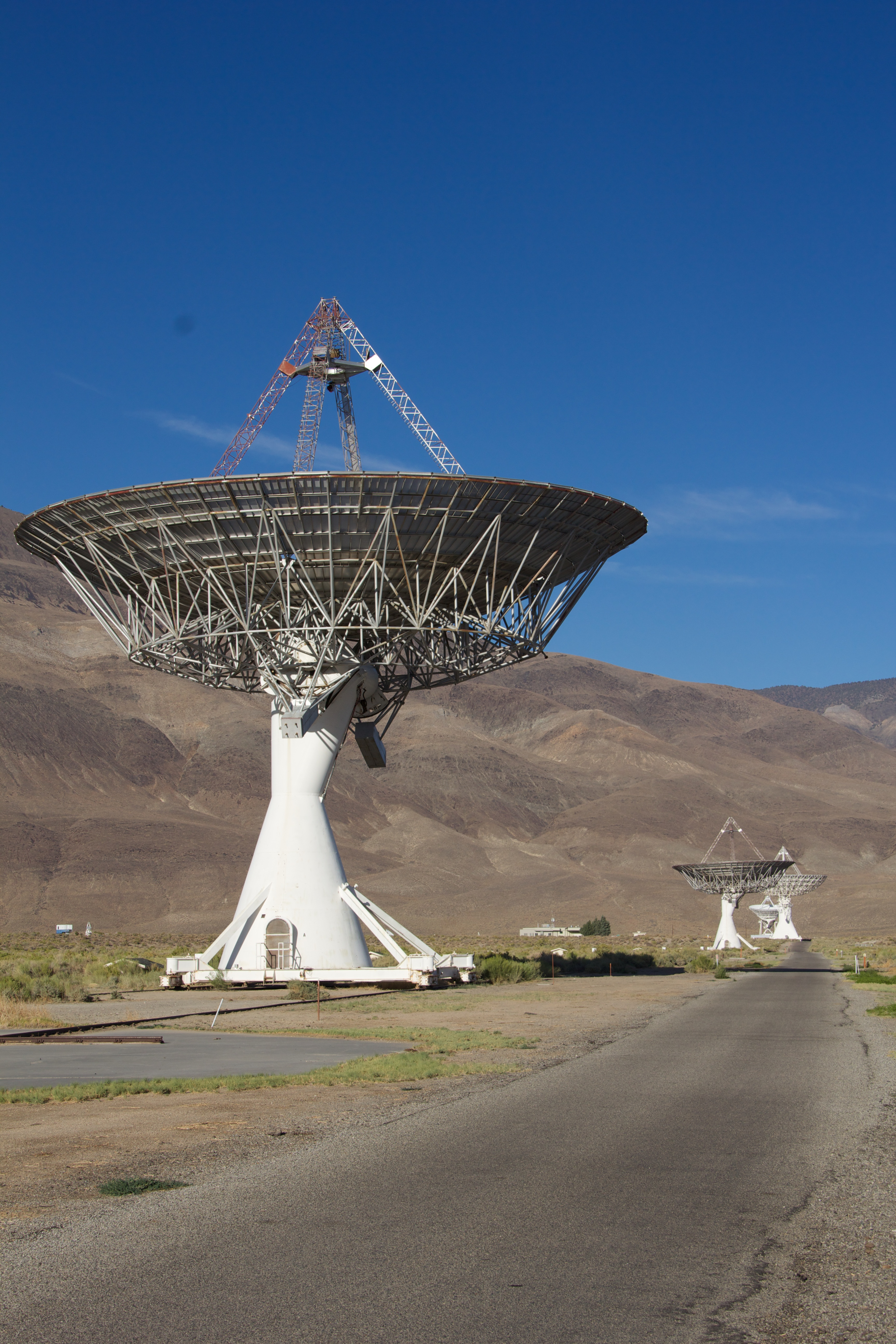
Owens Valley Radio Observatory im Jahr 2012

Das Owens Valley Radio Observatory (OVRO) ist ein Observatorium für Radioastronomie in Kalifornien.
OVRO ist eine Einrichtung des California Institute of Technology und befindet sich nahe Bishop östlich der Sierra Nevada, ungefähr 400 km nördlich von Los Angeles in 1222 m Höhe. Die wichtigsten Radioteleskope von OVRO sind:
- Ein Millimeter-Interferometer aus sechs Antennen mit je 10,4 m Durchmesser. Dieses Instrument ist 2005 als Teil von CARMA an einen anderen Standort verlagert worden.
- Zwei Radioteleskope mit 40 m und 5,5 m Antennendurchmesser für Untersuchungen der kosmischen Hintergrundstrahlung.
- Ein Interferometer aus zwei Teleskopen mit 27 m Durchmesser und drei Antennen mit 2 m Durchmesser für Radiobeobachtungen der Sonne.
- Ein Teleskop mit 25 m Durchmesser ist Teil des über die USA verteilten Very Long Baseline Array.